# Terry Riley
Terry Mitchell Riley (Colfax, 24 giugno 1935) è un compositore statunitense.
È considerato uno dei maggiori rappresentanti della musica minimalista assieme a Steve Reich, Philip Glass e La Monte Young. Grazie a opere quali In C, egli propose un modello compositivo che venne successivamente seguito da tutti gli altri musicisti minimalisti e da numerose formazioni di musica popolare.

## Carriera
Prima degli anni Sessanta, Riley studiò al San Francisco State College e all'Università di Berkeley, dove conobbe La Monte Young. Nello stesso periodo studiò pianoforte con Duane Hampton, Adolf Baller, Vladimir Brenner e composizione con Robert Erickson, William Denny, e Seymour Shifrin. Durante la prima metà degli anni Sessanta, viaggiò in Europa lavorando assieme ad altri strumentisti di musica leggera e jazz, ed entrando, nel 1961, a far parte della compagnia di danza di Ann Halprin, dove maturò un proprio linguaggio musicale. Alcune delle sue prime opere vennero composte lungo la prima metà degli anni Sessanta, e includono I Can't Stop, No, Mescalina Mix, e la serie intitolata Keyboard Studies, tutti brani risalenti al 1963. Durante l'anno successivo compose In C che, oltre a ottenere l'apprezzamento da parte della critica, venne considerata la prima opera di musica minimalista "ripetitiva". Altre opere degne di nota realizzate da Riley negli anni Sessanta includono Poppy Nogood and the Phantom Band e A Rainbow in Curved Air, entrambe raccolte nel disco A Rainbow in Curved Air del 1969, che contribuì ad aumentare la sua notorietà presso un pubblico più vasto. Nel 1970 divenne allievo di Pandit Pran Nath, studiò i raga indiani, e divenne professore di musica presso il Mills College di Oakland, in California. Dal 1967 al 1977 ha insegnato e tenuto conferenze all'Accademia reale svedese di musica a Stoccolma, all'Università di New York, all'Institute of Music di Cleveland, alla Vallwkilde Summer Music School in Danimarca, alla biennale di Venezia, a Tokyo e Kyoto.

## Stile musicale
Ispirata alla filosofia zen, ai raga indiani, e ai gamelan balinesi, la musica di Riley è generalmente costruita su ritmi regolari ai quali si aggiungono giri melodici e armonici improvvisati che si sovrappongono. Per realizzarla, Riley ha spesso adoperato, durante gli anni Sessanta e Settanta, una strumentazione composta da un organo elettronico a doppia tastiera e un registratore a nastro a bassa velocità di scorrimento, che permette ai suoni riprodotti dallo strumento di venire di volta in volta sovrapposti. Questa tecnica è stata definita "tape delay". L'organo viene generalmente accompagnato da strumenti musicali occidentali e indiani (quali il sitar e la tabla), che, nell'insieme, contribuiscono a rendere le sue composizioni ipnotiche. A partire dalla prima metà degli anni Settanta, le composizioni di Riley saranno sempre più soggette all'influenza della musica indiana, fattore che contribuirà a renderle più meditative ed estatiche. A differenza del minimalismo accademico di Reich e Glass, quello di Riley è sempre stato meno "rigido" e più vicino in spirito alla musica pop. Secondo le parole dell'artista:
(Terry Riley)

## Discografia
- Music for the Gift (1963)
- In C (1964)
- Reed Streams (1965)
- A Rainbow in Curved Air (1969)
- Poppy Nogood and the Phantom Band All Night Flight, Vol. 1 (1969)
- Keyboard Study 2 / Initiative 1 (+ Systèmes) (con i Groupe d'Etude et Réalisation Musicale) (1970)
- Church of Anthrax (con John Cale) (1971)
- Happy Ending (colonna sonora) (1972)
- Persian Surgery Dervishes (1972)
- Lifespan (colonna sonora) (1975)
- Descending Moonshine Dervishes (1975)
- Shri Camel (1978)
- Songs For The Ten Voices Of The Two Prophets (1983)
- Cadenza On The Night Plain (con i Kronos Quartet) (1984)
- No Man's Land (colonna sonora) (1985)
- The Ethereal Time Shadow (1985)
- The Harp of New Albion (1986)
- Keys Of Life - Piano Music From Celestial Harmonies (con Florian Fricke, Hans Otte, Peter Michael Hamel, Herbert Henck e Cecil Lytle) (1986)
- Chanting the Light of Foresight (con i Rova Saxophone Quartet) (1987)
- Salome Dances for Peace (1989)
- June Buddhas (1991)
- Padova Concert (live)
- Cactus Rosary (1993)
- Chanting the Light of Foresight (1994)
- Intuitive Leaps (1994)
- Assassin Reverie (con gli ARTE Quartett) (1995)
- Lisbon Concert (live) (1996)
- A Lazy Afternoon Among the Crocodiles (con Stefano Scodanibbio) (1997)
- Litany for the Whale (con Paul Hillier, John Cage e Theatre of Voices) (1999)
- The Book of Abbeyozzud (1999)
- Olson III (1999)
- Requiem for Adam (2001)
- Moscow Conservatory Solo Piano Concert (live) (2001)
- Atlantis Nath (2002)
- Sun Rings (per i Kronos Quartet) (2002)
- Cantos Desiertos (con Robert Beaser, Joan Tower, Lowell Liebermann, e Peter Schickele) (2003)
- The Cusp of Magic (con i Kronos Quartet) (2004)
- I Like Your Eyes Liberty (con Michael McClure) (2004)
- Diamond Fiddle Language (con Stefano Scodanibbio) (2005)
- The Last Camel In Paris (2008)
- Banana Humberto (con il Paul Dresher Ensemble) (2010)
- Autodreamographical Tales (2010)
- Two Yearly Works (raccolta delle prime composizioni di Riley realizzate dai Calder Quartet) (2010)
- Live (con Gyan Riley) (live) (2011)
- Aleph (2012)